# Orthodox Club (football féminin)
La section féminine de football de l'Orthodox Club, aussi appelé Al-Orthodoxi, est une équipe basée à Amman. Elle évolue actuellement en Jordan Women's League.

## Histoire
Pendant 10 ans, de 2006 à 2016, l'Orthodox termine troisième du championnat, derrière les deux principaux clubs jordaniens, l'Amman Club et le Shabab Al-Ordon.
En 2021, le club termine troisième de la saison régulière, performance rééditée en 2022.
L'Orthodox représente la Jordanie au Championnat des clubs de l'AFC 2022, mais déclare finalement forfait. Le club participe néanmoins à sa première compétition internationale la même année, avec le Championnat des clubs de la WAFF. L'Orthodox y termine premier de la phase de groupe avant de perdre en finale face aux Libanaises de Safa.